# Paraleptops
Paraleptops är ett släkte av skalbaggar. Paraleptops ingår i familjen vivlar.
Kladogram enligt Catalogue of Life:
| Paraleptops | \| \| Paraleptops hispidulus \| \| \| \| |
|             | \| \| Paraleptops hispidulus \| \| \| \| |
|             | Paraleptops hispidulus                   |
|             |                                          |